# Zuolong
Zuolong är en sockenhuvudort i Kina. Den ligger i provinsen Jiangxi, i den sydöstra delen av landet, omkring 160 kilometer söder om provinshuvudstaden Nanchang. Antalet invånare är 36 833. Befolkningen består av 17 673 kvinnor och 19 160 män. Barn under 15 år utgör 19,0 %, vuxna 15-64 år 73 %, och äldre över 65 år 7,0 %.
Runt Zuolong är det ganska tätbefolkat, med 149 invånare per kvadratkilometer. Zuolong är det största samhället i trakten. Trakten runt Zuolong består till största delen av jordbruksmark.
Genomsnittlig årsnederbörd är 2 089 millimeter. Den regnigaste månaden är juni, med i genomsnitt 356 mm nederbörd, och den torraste är oktober, med 23 mm nederbörd.